# Kri'sna pout na XIV stácie ali posztojaliscsa
Kri'sna pout na XIV stácie ali posztojaliscsa (Križev pot na 14 štacijonov ali postaj) je križev pot Jožefa Košiča v prekmurskem jeziku iz leta 1843. Ima štiri samostojne izdaje (1843, 1890, 1895, 1906), 1855 pa je izila v Knigi molitveni.
Košičev Križev pot je bila prva križev pot v prekmurščini. Pred davnimi časi katoliški ogrski Slovenci so le kajkavsko ali latinsko križev pot molili.
Verjetno je Košič iz madžarskega vira napisal svojo delo.
V prvi strani je priporočilo v latinskem jeziku od Józsefa Váradyja, kjer meni, da Kri'sna pout zelo koristna za ogrske Slovence (vendo-slavicum). Podpis je nastal 22. septembra, 1843.
Pout, steri je Zvelicsiteo szvejta vu dnévi preszvéte moke szvoje z-Pilátusove tanácsne hi'se do brejga Kalvárie klacso: kak je ta najszledjdnya, – puna mánter, i drügeféle okolsztojnosztih bila na nyegovo cslovecsánszko natúro gledoucs, tak je ona vörnim krsztsenikom i globse v-szrczé szégnola, ino bole sze postüje. – Eta pout sze od ednih Bolezna Pout, od nisterih pa Kri'sna Pout imenüje.

Poulek szvedocsánsztva nikh Piszczov je preblá'sena Divicza Maria naj prvo zacsnila kri'sno Pout obhájati; pokedob je ona nejszamo krváve sztopáje Sziná szvojega tía od Kri'sa naszledüvala: nego sze je i po nyegovom pokopi rávno po tísztoj pouti nazájpovrnila. – Escse je i szledi vecskrát z-pámetjov szvojov bo'sánszka dela, i sztrasne moke Sziná szvojega premislávajoucs eto kri'sno pout z-pobo'snoszti obhájala.

Od técz májo zacsétek i krsztsenikov Proczeszie, i kri'sov vszájanya.
Košič je v svojem molitveniku Jezus moje po'selejnye tudi napisal posebno križev pot.
Ponatisi: Kri'sna pout na 14 stáczie ali posztojaliscsa razdeljena za katolicsanszke krscsenike (V Knigi molitveni, 1855); Krizsna Pout na XIV Stácie ali Posztojaliscsa razdeljena. Stampano pri Seiler Henrika doviczi v-Szombathelyi. (1890); Krizsna pout na XIV stácie ali posztojaliscsa razdeljena. (1895); Krizsna pout na XIV. stácie ali posztojaliscsa radeljena. (1900); Krizsna pout na XIV stacie ali posztojiscsa razdeljena Szpravlena po-Kossics Józsefi. Trétjekrát nalozseno brezi vszega preinacsenyá. (1906).
Kasneje Jožef Borovnjak, Jakob Sabar, Jožef Sakovič, Anton Števanec ali Jožef Klekl st. so tudi pisali prekmursko križev pot v svojih nabožnih delih.